# Хоффман, Максимилиан
Максимилиан Эдвин Хоффман (нем. Maximilian Edwin Hoffman, 12 ноября 1904, Вена, Австрия — 9 августа 1981, США) — автомобильный дилер австрийского происхождения, импортёр роскошных европейских автомобилей в США 1950-х годов. Известный в равной степени за свою проницательность и влияние, Хоффман сыграл важную роль в популяризации, разработке и совершенствовании многочисленных моделей транспортных средств, благодаря чему он был зачислен в Автомобильный зал славы в 2003 году.

## Биография

### Детство и юность
Макс Хоффман родился в городе Вена, Австрия, в 1904 году в семье матери-католика и отца еврея. В детстве мальчик помогал своему отцу на его фабрике по производству велосипедов. Страсть к автомобилям он развил ещё в раннем возрасте, чему в большой степени поспособствовало участие в клубных гонках по всей Европе на протяжении 1920-х годов.

### Карьера

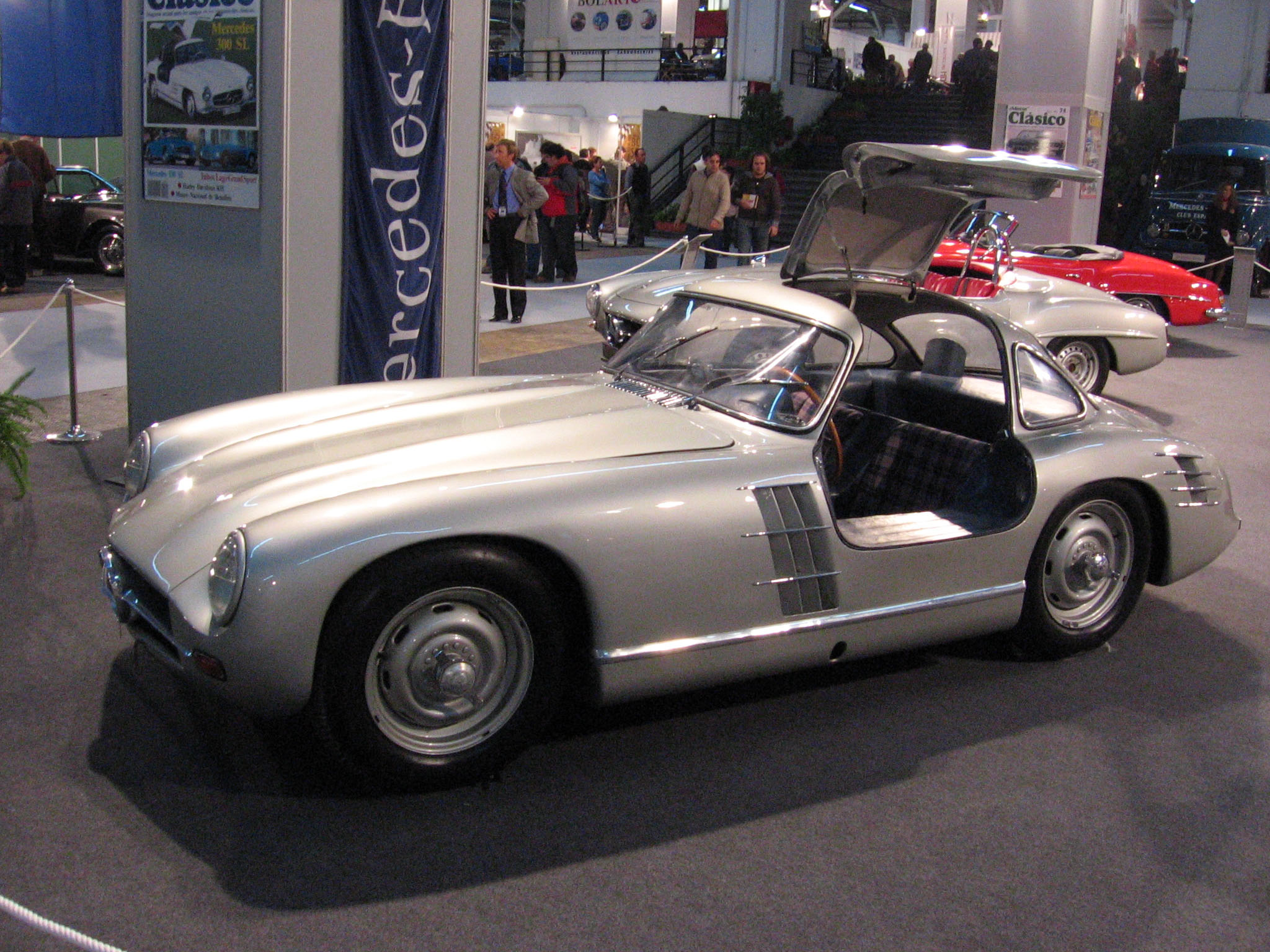
Mercedes-Benz 300 SL

После того, как его спортивная деятельность утихла, Макс Хоффман решил самостоятельно заняться автомобилями. Он подписал несколько контрактов, создавая торговые представительства таких компаний, как Rolls-Royce, Bentley, Alfa Romeo, Delahaye, Talbot, Volvo и Hotchkiss. В конце 1930-х годах атмосфера в странах, контролируемых Германией, становилась напряжённой, в связи с чем Макс принял решение переехать в Париж, где прожил несколько лет. Во время своего пребывания там, Хоффман придумал дизайн для автомобиля и поведал о нём Йозефу Ганцу, инженеру венгерского происхождения, который разработал прототип автомобиля Rosengart. Однако, разразившаяся Вторая мировая война разрушила все планы, в связи с чем Макс решил переехать в США. В результате он прибыл в Нью-Йорк 21 июня 1941 года.
В годы войны Хоффман испытывал финансовые трудности, в связи с чем он решил выпускать ювелирные изделия из пластика, который обрамлялся бы в металл. К концу войны, благодаря высокой прибыльности своего дела, Хоффман накопил достаточно капитала, чтобы иметь возможность вернуться к своим первоначальным задумкам с автомобилями. В 1947 году открыл Hoffman Motor Company с офисом на пересечении Парк-авеню и 59-й улицы, где была представлена одна единственная машина фирмы Delahaye. Макс Хоффман был полон решимости построить репутацию для европейских автомобилей в Америке. И постепенно, интерес к его машин увеличился. В 1949 году Хоффман пошёл на риск, связавшись с компанией Volkswagen, и выступил её торговым представителем на территории восточной половины Соединённых Штатов. Именно он организовал первый публичный показ модели Volkswagen Beetle в США.

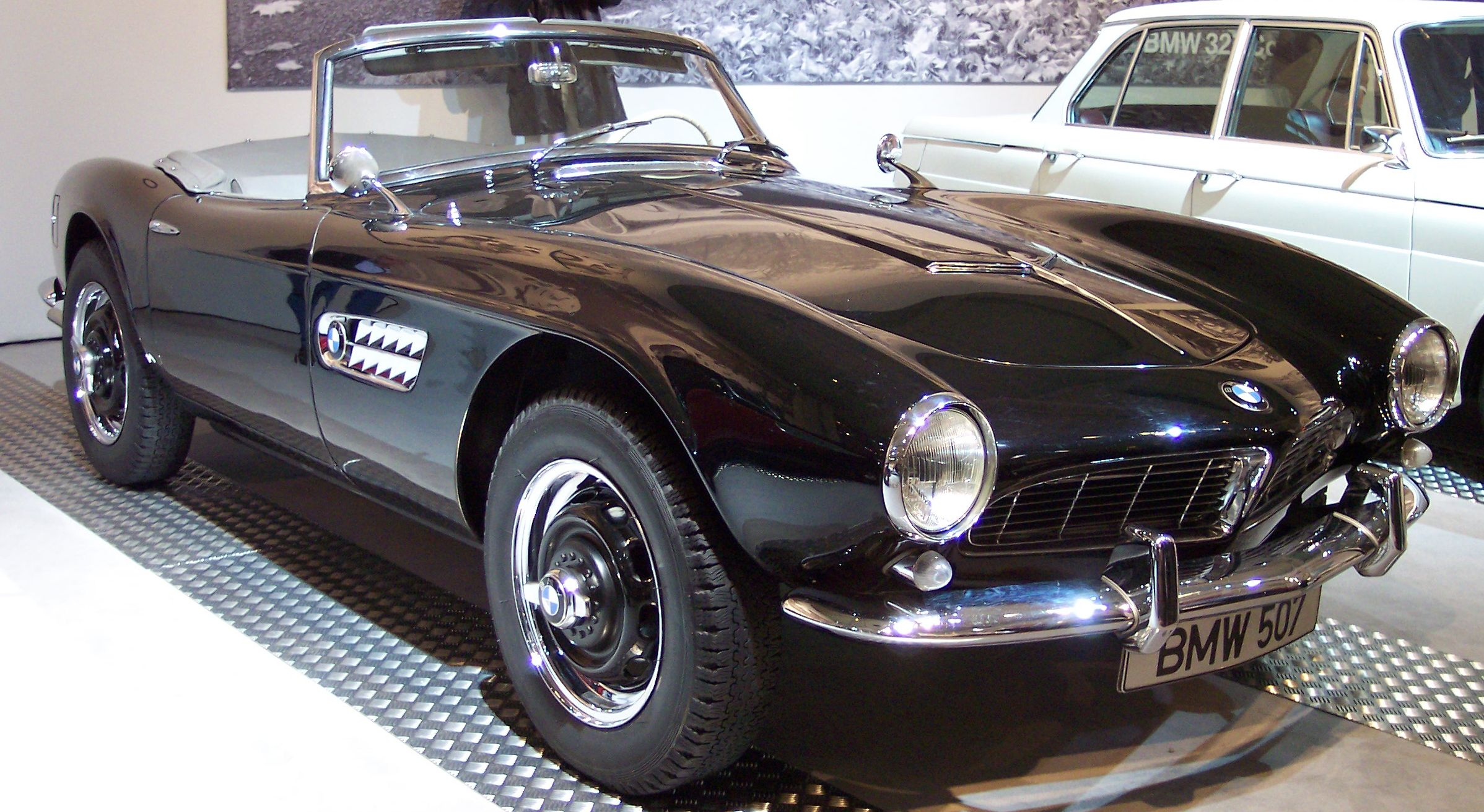
BMW 507, спроектированная по предложению Хоффмана

В 1950 году Макс продал всего 328 автомобилей. Он также наладил партнёрские отношения с компанией Alfa Romeo. К 1953 году Хоффман уже продал 1139 единиц Volkswagen Beetle, но в какой момент компания Volkswagen решила продавать свои автомобили самостоятельно. В результате Хоффман решил стать дилером-дистрибьютором экзотических и роскошных иномарок, таких как Lagonda, Aston Martin, Jaguar и Porsche. Макс утвердил прочные отношения с производителями и всегда работал в тесном сотрудничестве с ведущими инженерами компаний в вопросах конструкции двигателей и кузовов.
В 1952 году Макс стал первым импортёром автомобилей немецкой марки Mercedes-Benz в США. В 1953 году бизнесмен предложил компании Mercedes-Benz создать дорожную версию «300SL» для развивающегося американского рынка. Результатом совместной работы стал автомобиль Mercedes-Benz W198 «300SL». С момента его премьеры в 1954-м году, его футуристические черты, и конечно необычные двери гарантировали полный успех. Элита США, куда поставлялись более 80 % всех автомобилей, раскупала их на аукционах. В 1955 году на Парижском автосалоне дебютировала модель Giulietta Spider, созданная по запросу Макса Хоффмана.
В начале 1960-х годов Хоффман порвали связи с несколькими автопроизводителями, решив сосредоточить вою деятельность на продукции компании BMW, став их эксклюзивным импортёром. В результате автомобили немецкой марки стали пользоваться большим успехов на американском рынке. После длительных переговоров, Хоффман продал свою компанию BMW и ушёл из автомобильного бизнеса в 1975 году.

### Смерть

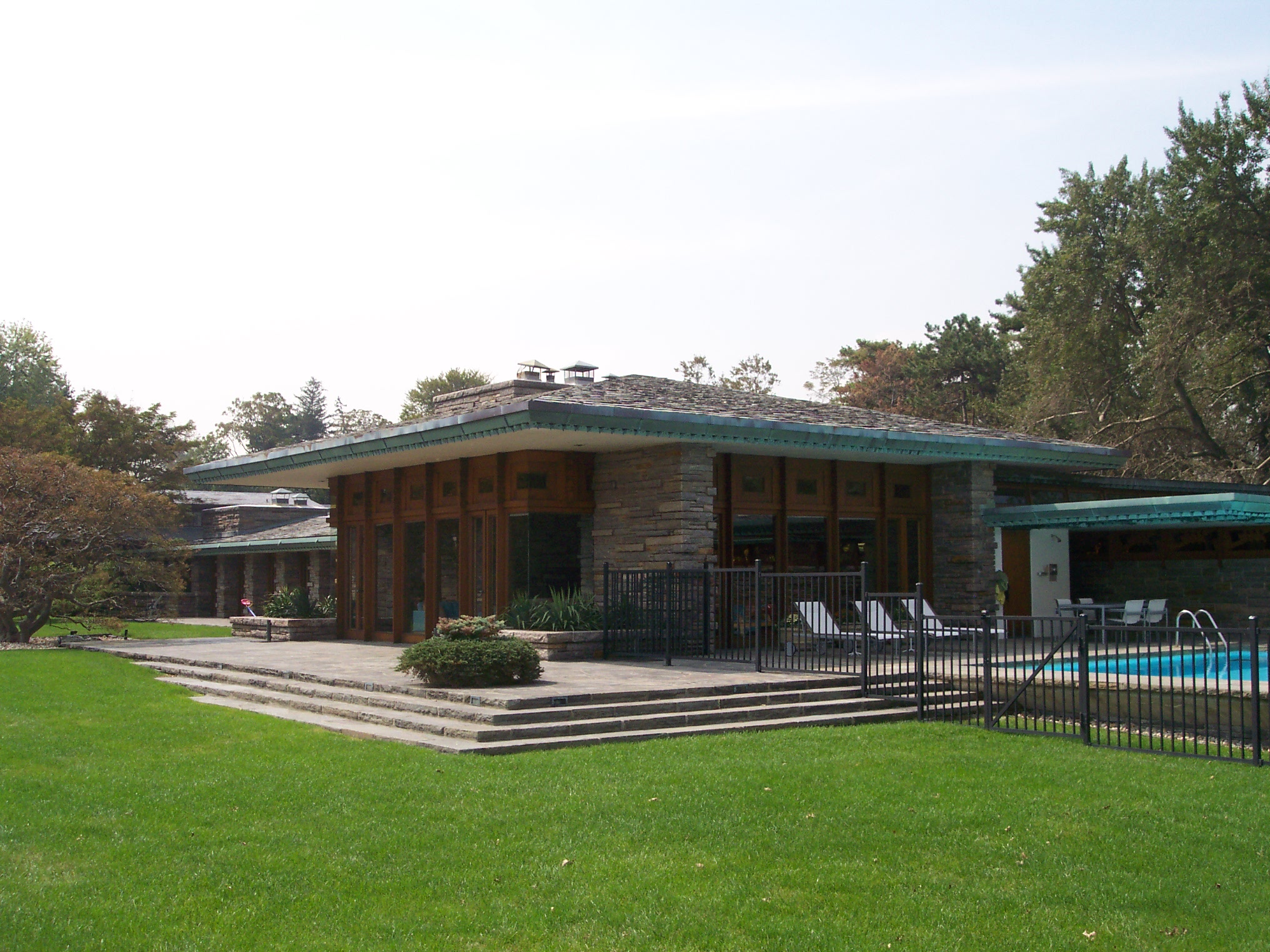
Дом Макса Хоффмана в Нью-Йорке

В 1981 году Макс Хоффман скончался, успев ввести на рынок США автомобили таких марок, как Alfa Romeo, BMW, Delahaye, Fiat, Healey, Jaguar, Lagonda, Mercedes-Benz, Porsche, Volkswagen и других.
В 1982 году супруга Макса, Марион О. Хоффман, использовала накопленное им состояние для создания благотворительных фондов, которые названы именами самого Хоффмана и его жены — Maximilian E. and Marion O. Hoffman Foundation Inc.. Головной офис расположился в Западном Хартфорде, Коннектикут. Некоммерческая организация совершает пожертвования, в основном в штате Коннектикут, выделяя средства на развитие образования, медицины и искусства. В 2013 году активы фонда составляли около $60 млн.